# Chantal Bergeron
Pour les articles homonymes, voir Bergeron.
 (novembre 2017).
Si vous disposez d'ouvrages ou d'articles de référence ou si vous connaissez des sites web de qualité traitant du thème abordé ici, merci de compléter l'article en donnant les références utiles à sa vérifiabilité et en les liant à la section « Notes et références ».
Chantal Bergeron est une écrivaine québécoise, originaire de Sept-Îles.
Passionnée de voyages et de philosophie, elle a publié à plusieurs reprises dans une revue collégiale et dans Brèves littéraires.
Elle aime à lire Anise Koltz, Eliraz Isarel, Adonis, Antoine Emaz et Christophe Condello.